# MIDNIGHT BLUE (チャンネル)
MIDNIGHT BLUE（ミッドナイト・ブルー）は、委託放送事業者の株式会社イーステーション（e-STATION）が運営する成人向けの衛星放送チャンネル。スカパー!では945chにてハイビジョン放送しているほか、一部のケーブルテレビ放送やIP放送でも視聴が可能である。同社は「フラミンゴ」と「Splash」も運営している。

## 沿革
- 1992年11月 - 会社設立。
- 1993年2月 - JCSAT2号機によるCS通信（M方式→コアテック方式。詳細はCS BAANを参照）から始まり、アダルトビデオ作品を放送している。
  - 当初は放送ではなく通信であったため、CS BAANの加入ではなく会員登録によって視聴する方式であった。会員は原則ホテルなど法人のみで個人契約は不可能。
  - 当初は通信向けのM方式スクランブルであったが、デコーダーが入手しやすいコアテック方式スクランブルに変更された。当時は放送時間も夜間帯のみであった。
- 1997年6月 - SKY Perfect TV!（現・スカパー!プレミアムサービス）902chにて「MIDNIGHT BLUE 〜ミッドナイト・ブルー〜」放送開始。個人視聴者、日本全国のホテル、CATVに配信。
- 1998年12月 - 「フラミンゴ903」放送開始。
- 2001年12月 - 「Splash」放送開始。
- 2021年3月 - ミッドナイト・ブルー オフィシャルYouTube「ミッドナイトブルー情報局」を開始。

## 主な番組
- Wink 鈴木早智子☆September Shock
- インパクト 吉野公佳（2008年10月、MUTEKI）
- おっぱいが3つあるオンナノコ（2011年4月、SODクリエイト）
- 身長182cm高身長バレーボール選手 内田真由のビーチバレー（2011年2月、ROCKET）
- 世界で一番大きなチ●ポを持つ男のSEX（2011年2月、ROOKIE）

## 主な人気女優作品
- 蒼井そら、吉沢明歩、みひろ、穂花、夏目ナナ、原紗央莉、麻美ゆま、春菜はな など